# Czesław Zając (strzelec sportowy)
Czesław Zając (ur. 20 stycznia 1927 w Lubatowej) – polski strzelec sportowy, żołnierz, olimpijczyk z Rzymu 1960.
Zawodnik Legii Warszawa. Mistrz Polski w:
- pistolet sylwetkowy pd-6 - w latach 1955–1957, 1959–1962, 1964, 1966
- pistolet wojskowy 25 metrów w latach 1955–1957, 1959.

Wielokrotny (28) rekordzista Polski.
Uczestnik mistrzostwa Europy w strzelectwie w roku 1963 w Sztokholmie, podczas których zdobył brązowy medal w strzelaniu z pistoletu szybkostrzelnego 2 x 30 m.
Na igrzyskach olimpijskich w 1960 roku wystartował w konkurencji strzelania z pistoletu szybkostrzelnego 60 strzałów do sylwetek 25 metrów zajmując 7. miejsce.
Odznaczony złotym Krzyżem Zasługi.